# 岸本加世子
岸本 加世子（きしもと かよこ、1960年〈昭和35年〉12月29日 - ）は、日本の女優。アン・ヌフ所属。

## 来歴
静岡県島田市出身。10歳年下の弟がいる。小学校1年時の7歳から神奈川県川崎市、横浜市鶴見区で育つ。この間、5回転校した。川崎市立宮崎中学校を経て、中延学園高等学校（現：朋優学院高等学校）調理科に2年まで通い、その後は明治大学付属中野高等学校定時制に転校するも中退。当時はヤンキーだった。
西城秀樹の大ファンで、高校1年在学時の1976年、横浜ドリームランドで行われた西城の新曲発表会を見に行った。西城が失神する演技を見て「秀樹が失神した」と勘違いしてステージに上がり込み、これをきっかけに当時の西城の所属事務所・芸映にスカウトされたとされてきたが、実際は客席に居た岸本が周囲の観客の振り回すポンポンなどで前が見えないことに怒って「見えねえよ!」などと叫んだところ、偶然近くに居た西城のマネージャーの目に留まり、自宅へ何度も熱心に通われて芸映に加入したのだという。
1977年にTBS系列で放送された連続テレビドラマ『ムー』でデビューし、久世光彦演出作品には欠かせない存在として向田邦子シリーズ『あ・うん』（1980年）などで頭角を現す。当初はアイドル女優としてテレビドラマや映画、歌手活動など幅広い分野で活動した。
1980年代以降、富士フイルムでの樹木希林との掛け合い漫才のコマーシャルに出演し、岸本が発した「それなりに写ります」は流行語になった。樹木には公私ともに可愛がられたという。このほかにもオリエントファイナンス（現：オリエントコーポレーション）、千葉真一と共演したトヨタ・カリーナ（3・4代目）などのコマーシャルでも人気を博した。
ヴェネツィア国際映画祭金獅子賞を受賞した北野武監督作品『HANA-BI』（1998年）に出演したことをきっかけに北野作品の常連となり、『菊次郎の夏』（1999年）では日本アカデミー賞最優秀助演女優賞を受賞。また、小説・エッセイなどの執筆活動も展開したほか、「本音で話す女優」としてバラエティ番組への出演もこなす。
2017年1月、所属事務所をブリリアンスからアン・ヌフへ移籍した。

## 人物
- 晩年の美空ひばりからは実妹のようにたいへん可愛がられ、岸本はひばりを「姉ちゃん」と呼んで慕っていた[10]。ひばりを岸本に引き合わせたのは女優の奈良岡朋子である[11]。1988年10月31日には、ひばりからのお友達紹介でフジテレビ『笑っていいとも!』のテレフォンショッキングコーナーに生出演した[12]。しかし翌1989年6月24日、ひばりは52歳の若さで病死したため、岸本はひばりの遺体に縋り付き、必死にひばりの両足をさすりながら「もっと生きていてほしかった」と号泣したという。
- 2004年に起きた新潟県中越地震の被災者を見舞うなどの社会奉仕活動を積極的に行っている。
- 創価学会芸術部員である[13]。
- プロボクサーの辰吉丈一郎を弟のように可愛がっている[2]。辰吉について綴った著書があるほか、辰吉の次男でプロボクサーの辰吉寿以輝とも親しくしている[14]。

## 受賞履歴
- 第18回（1980年度）ゴールデン・アロー賞 演劇部門新人賞 - 芸術座『雪まろげ』
- 第4回（1980年度）日本アカデミー賞 新人賞
- 第5回（1981年度）日本アカデミー賞 優秀助演女優賞 - 『悪霊島』
- 第22回（1998年度）日本アカデミー賞 優秀主演女優賞 - 『HANA-BI』[15]
- 第23回（1999年度）日本アカデミー賞 最優秀助演女優賞 - 『菊次郎の夏』
- 第23回（1999年度）日本アカデミー賞 優秀助演女優賞 - 『秘密』
- 第24回（2016年）橋田賞 - 『居酒屋もへじ』などの演技に対し[16]

## 出演

### 映画
- 夢一族 ザ・らいばる（1979年、監督：久世光彦） - 清水薫 役
- 悪霊島（1981年、監督：篠田正浩） - 片帆 役
- 男はつらいよ 寅次郎紙風船（1981年、監督：山田洋次） - 小田島愛子 役
- 風、スローダウン（1991年、監督：島田紳助） - 花屋・井上美和 役
- 空がこんなに青いわけがない（1993年、監督：柄本明） - 佐和子 役
- お日柄もよくご愁傷さま（1996年、監督：和泉聖治） - 旅行代理店の受付 役
- Morocco 横浜愚連隊物語（1996年、監督：和泉聖治） - 藤枝 役
- Morocco 横浜愚連隊物語2（1996年、監督：和泉聖治） - 藤枝 役
- 新サラリーマン専科（1997年、監督：朝原雄三） - 石橋たか子 役[17]
- HANA-BI（1998年、監督：北野武） - 刑事西の妻・美幸 役
- 菊次郎の夏（1999年、監督：北野武） - 菊次郎の女房 役
- 秘密（1999年、監督：滝田洋二郎） - 杉田直子 役
- 化粧師 KEWAISHI（2002年、監督：田中光敏） - 脇本藤子 役
- Dolls（2002年、監督：北野武） - 春奈の叔母 役
- 昭和歌謡大全集（2003年、監督：篠原哲雄） - ヘンミミドリ 役
- TAKESHIS'（2005年、監督：北野武） - 雀荘の女 / オーディション審査員 / コンビニの不審な客 / クラブの客 / 砂浜の女 / スクリプター / 銀行の客 役
- 転がれ!たま子（2006年、監督：新藤風） - 桜井タツコ 役
- 監督・ばんざい!（2007年、監督：北野武） - 高円寺久美子 役
- 那須少年記（2008年、監督：初山恭洋） - オサムの母・文子 役
- ブルー・パシフィック・ストーリーズ「カモミールの羽」（2008年、監督：Micro）
- 星守る犬（2011年、監督：瀧本智行） - おかあさん 役
- おかえり、はやぶさ（2012年、監督：本木克英） - 文部科学大臣 役
- おしん（2013年、監督：冨樫森） - つね 役
- 先生と迷い猫（2015年、監督：深川栄洋） - 井上容子 役
- いつまた、君と 〜何日君再来〜（2017年、監督：深川栄洋） - 真美 役
- 鈴木家の嘘（2018年、監督：野尻克己） - 鈴木君子 役
- シンペイ 歌こそすべて（2025年、監督：神山征二郎） - ナレーション

### テレビドラマ
- ムー（1977年、TBS） - 香川加世子 役
- ムー一族（1978年、TBS） - 香川加世子 役
- 明日の刑事（TBS）
  - 第27話「日本のロッキー事件」（1978年）
  - 第43話「ディスコ美少女連続殺人!」（1978年）
- 人間の証明（1978年、毎日放送） - 郡陽子 役
- 新幹線公安官 第2シリーズ 第12話「過去から来た刑事」（1978年、テレビ朝日・東映）
- 土曜ワイド劇場（テレビ朝日）
  - 「吸血鬼ドラキュラ神戸に現わる 悪魔は女を美しくする」（1979年8月11日） - 絵里子 役
- 野性の証明（1979年、毎日放送） - 山田道子 役
- 西遊記 第21話「豚教国! 翠蓮王女いざ出陣!」（1979年、日本テレビ） - 翠蓮 役
- 土曜ドラマ（NHK総合）
  - 男たちの旅路（1979年） - 尾島信子 役
  - 君はまだ歌っているか（1981年） - 長岡悦子 役
  - 翔べ! 南十字星号（1982年）
  - クライマーズ・ハイ（2005年） - 安西小百合 役
  - 母、帰る〜AIの遺言〜（2019年） - ゆり 役
- 太陽にほえろ! 第359話「ジョギング・コース」（1979年6月15日、日本テレビ・東宝） - 藤沢かおる 役
- 東芝日曜劇場 (TBS)  
  - （第1180回）風のような子供たち（1979年）
  - （第1311回）雪のワルツ（1982年）
  - （第1427回）危険な賭（1984年）
  - （第1462回）うそつき（1985年）
  - （第1480回）形見わけ（1985年）
  - （第1500回）花のこころ（1985年）
  - （第1516回）忘れ傘（1986年）
  - （第1526回）花嫁（1986年）
  - （第1540回）かたすみの椅子（1986年）
  - （第1565回）お正月家族（1987年）
  - （第1591回）私の恋人（1987年）
  - （第1598回、第1599回）夏の夜サスペンスをあなたに　新・四谷怪談（1987年）
  - （第1683回）風の家（1989年）
  - （第1767回）新婚旅行（1991年）
  - （第1828回）ルンルン離婚（1992年）
- 銭形平次 第700話「みなし児の詩」（1979年、フジテレビ）
- 大河ドラマ（NHK総合）
  - 獅子の時代（1980年） - 龍子 役
  - いのち（1986年） - 岩田征子 役
- ちょっとマイウェイ（1979年 - 1980年、日本テレビ） - 牧野真弓 役
- 真夜中のヒーロー（1980年、日本テレビ） - まひる 役
- あ・うん（1980年、NHK総合） - 水田さと子 役
- 幸福（1980年、TBS） - 殿村踏子 役
- 大竹しのぶのああ!この愛なくば・頑張っせよ邦ちゃん（1980年8月28日、日本テレビ） - 陽子 役
- 新・事件 わが歌は花いちもんめ（1981年、NHK総合） - ナオミ 役
- 刑事ヨロシク（1982年、TBS） - 花井蘭子 役
- 月曜ワイド劇場「家族ゲーム」（1982年・1984年、テレビ朝日） - 沼田昌 役
- 源さん（1983年、日本テレビ） - 鈴木はるみ 役
- マザコン刑事の事件簿（1983年、フジテレビ） - 主演・香月弓江 役
- 火曜サスペンス劇場（日本テレビ）
  - 「白衣の天使殺人事件」（1982年2月16日）
  - 「バカンスは死の匂い」（1982年8月24日） - 主演・ゆかり 役
  - 「朝まで待てない」（1983年5月3日） - 主演・多田和代（星野きらら） 役
  - 「たった独りのあなたのために」（1985年） - 主演・相川涼子 役
  - 「平成・女の事件シリーズ 隠し続けた女」（1995年2月21日） - 主演・浩子 役
  - 「逃亡結婚」（1995年6月13日）
  - 「向かいの女」（1997年3月18日）
  - 「ふるさとの傷 愛は残酷」（2000年12月12日） - 主演・吉村紗恵子 役
- 銀河テレビ小説（NHK総合）
  - 思い出トランプ 第2回「犬小屋」（1984年）
  - 男どき女どき（1985年） - 主演・夏子 役
- 大家族（1984年、TBS） - 主演・高倉春菜 役
- ドラマスペシャル「冬構え」（1985年3月30日、NHK総合） - 上村麻美 役
- 泣いてたまるか 第3話「結婚に向かない二人」（1986年、TBS）
- アナウンサーぷっつん物語（1987年、フジテレビ） - 主演・西沢由美子 役
- 27才・LOVE気分（1988年、日本テレビ） - 主演・内田りり子 役
- ニューヨーク恋物語（1988年、フジテレビ） - 茅野明子 役
- この胸のときめきを（1989年、フジテレビ） - 主演・佐藤薫 役
- さよなら李香蘭（1989年、フジテレビ）
- 美空ひばり物語（1989年、TBS） - 主演・美空ひばり 役
- 光れ隻眼〇.〇六（1990年、日本テレビ） - 主演・大木陽子 役
- 勝海舟（1990年、日本テレビ） - 勝民子 役
- 主婦たちのざけんなヨ!!「愛しの冷蔵庫」（1992年、フジテレビ） - 主演・宮川市子 役
- 旅情サスペンス「花梨 みちのく誘惑の甘い罠」（1992年、関西テレビ） - 主演・結花 役
- 月曜ドラマスペシャル（TBS）
  - 天に代わりて嫁を討つ（1993年） - 主演・鏡マキ 役[注 1]
  - 天に代わりて嫁を討つ2（1994年） - 主演・鏡マキ 役
  - わんちゃ夫婦 金沢陶芸殺人紀行（1999年） - 主演・田所美咲 役
- セールスレディは何を見た（1993年、テレビ朝日） - 主演・松井竹子 役
- マイマザーリバー・むすんでひらいて（1994年、TBS） - 主演・小松シキ 役
- 女囚〜塀の中の女たち3（1997年、TBS）
- 恋愛結婚の法則 第12話（1999年、フジテレビ）
- 菊次郎とさき（2001年、テレビ朝日） - 北野安子 役
- 女と愛とミステリー（テレビ東京）
  - 「松本清張特別企画・ガラスの城」（2001年） - 主演・的場郁子 役
  - 「寺田家の花嫁」（2001年） - 主演・斉木千佳子 役
  - 「松本清張没後10年特別企画・家紋」（2002年） - 主演・生田美奈子 / 生田雪代（成人後） 役
- ムコ殿2003（2003年、フジテレビ） - 石原東子 役
- 愚痴「夜勤のおしゃべり」（2003年、フジテレビ） - 主演
- テレビ50年特別企画「向田邦子の恋文」（2003年、TBS） - ヒデコ 役
- 金曜エンタテイメント（フジテレビ）
  - 「あゝ離婚式」（2004年） - 恵 役
  - 「マイ・ハウス 〜夢の一戸建て争奪戦争〜」（2006年） - 主演・大崎和代 役
- 氷点（2006年、テレビ朝日） - 島田辰子 役
- 拝啓、父上様（2007年、フジテレビ） - 坂下律子 役
- めぞん一刻（2007年・2008年、テレビ朝日） - 一の瀬花枝 役
- だいすき!!（2008年、TBS） - 福原美代子 役
- ロス:タイム:ライフ特別編・後編（2008年4月19日、フジテレビ） - 尾元カズ子 役
- 内藤大助物語 〜いじめられっ子のチャンピオンベルト〜（2008年7月28日、TBS） - 内藤道子 役[注 2]
- 裸の大将 山梨編〜富士山にニセモノが現われたので（2008年10月18日、フジテレビ） - 仲田春子 役
- ハンチョウ〜神南署安積班〜 第5話（2009年5月11日、TBS） - 瀬川勝江 役
- ドラマスペシャル「いのちの島」（2009年11月23日、TBS） - 小倉元子 役
- ジウ 警視庁特殊犯捜査係（2011年、テレビ朝日） - 坂上悦子 役（友情出演）
- 向田邦子新春ドラマスペシャル「花嫁」（2012年1月2日、TBS） - 佐久間波子 役
- 白戸修の事件簿 第7・8話（2012年3月9日・16日、TBS） - 深田重子 役
- 春のヒューマンドラマSP「奇跡のホスピス〜」（2012年3月28日、TBS） - 北山君子 役
- ハンチョウ〜警視庁安積班〜 第1話（2012年4月9日、TBS） - 西森奈保子 役
- 橋田壽賀子ドラマスペシャル「妻が夫をおくるとき」（2012年7月23日、TBS） - 主演・橋田壽賀子 役
- ドクターX〜外科医・大門未知子〜（テレビ朝日）
  - 第1シリーズ 第7話（2012年12月6日） - 鳥井七々子 役
  - スペシャル（2016年7月3日） - 一ノ瀬愛子 役
- 松本清張没後20年 ドラマスペシャル 十万分の一の偶然（2012年12月15日、テレビ朝日） - 山内恵子 役
- 居酒屋もへじ（TBS） - 川田まゆみ 役
  - 居酒屋もへじ2 -あなたとわたし-（2013年8月5日）
  - 居酒屋もへじ2 -嵐の恋-（2014年8月4日）
  - 居酒屋もへじ3 -恋という字-（2015年6月8日）
  - 居酒屋もへじ4 -母という字-（2016年6月27日）
  - 居酒屋もへじ6 -ありがとう父ちゃん-（2017年8月28日）
- 24時間テレビスペシャルドラマ「今日の日はさようなら」（2013年8月24日、TBS） - 富士岡康子 役
- 実験刑事トトリ2 最終話（2013年11月16日、NHK総合） - 新井亜希子 役
- 月曜ゴールデン 遺品整理人 谷崎藍子4（2014年1月20日、TBS） - 小久保敏江 役
- 山田太一ドラマスペシャル「時は立ちどまらない」（2014年2月22日、テレビ朝日） - 浜口正代 役
- BS時代劇 神谷玄次郎捕物控 （2014年4月4日、NHK BSP） - おさく 役
- プレミアムよるドラマ タイムスパイラル（2014年、NHK BSP） - 相沢良美 役
- 赤と黒のゲキジョー「おばさん弁護士 町田珠子」（2015年1月30日、フジテレビ） - 主演・町田珠子 役[18]
- ドS刑事（2015年、日本テレビ） - 代官山啓子 役
- 遺産争族（2015年10月 - 12月、テレビ朝日） - 佐藤華子 役[19]
- TBS年末スペシャルドラマ「赤めだか」（2015年12月28日、TBS） - 談春の母 役[20]
- トットてれび（2016年4月30日 - 6月18日、NHK総合） - 沢村貞子 役[21]
- 金曜ロードSHOW! 特別ドラマ企画「がっぱ先生!」（2016年9月23日、日本テレビ） - 村本乃理子 役[22]
- スペシャルコント 志村けん in 探偵佐平60歳（2018年1月2日、NHK総合） - 佐平の妻 役
- 無用庵隠居修行2（2018年9月8日、BS朝日） - お豊 役
- やすらぎの刻〜道（2019年 - 2020年、テレビ朝日） - 根来アヤ 役
- 白い巨塔（2019年5月22日 - 26日、テレビ朝日） - 佐々木よし江 役
- おしい刑事 第3回（2019年5月19日、NHK BSP） - 増岡照子 役
- テレビ東京開局55周年特別企画 新春ドラマスペシャル「最後のオンナ」（2020年1月6日、テレビ東京） - 北野友美 役
- あのときキスしておけば（2021年4月30日 - 6月18日、テレビ朝日） - 唯月妙 役
- 家政夫のミタゾノ 第5シリーズ 第5話（2022年5月20日、テレビ朝日） - 信枝 役[23]
- ザ・トラベルナース 第4話（2022年11月10日、テレビ朝日） - 四方田和子 役
- 星降る夜に 第1話（2023年1月17日、テレビ朝日） - 雪宮愛子 役
- 永遠についての証明（2025年3月20日、NHK BS8K） - 三津谷寿美代 役[24]

### バラエティ番組
- 三波伸介の凸凹大学校（テレビ東京）
- 超天才・たけしの元気が出るテレビ!!（日本テレビ）
- 中居正広のボクらはみんな生きている（フジテレビ） ※『FNS27時間TVスペシャル』含む
- ルートf（中京テレビ）
- ダウンタウンDX（日本テレビ） - 不定期出演
- たけしが行く!わがままオヤジ旅（テレビ東京） ※第2回目から出演。
- ビートたけしのオワラボ（フジテレビ）

### ラジオ番組
- 朗読 岸本加世子が読む 向田邦子「あ・うん」より「狛犬」（2023年3月20日 - 24日、NHKラジオ第1） - 朗読
- 岸本加世子の言ってもいいかナ?

### 舞台
- 放浪記（1983年、芸術座） - 悠起 役
- 新歌舞伎座開場65周年記念 前川清 藤山直美 第一部「だいこん役者」（2024年6月1日 - 25日、新歌舞伎座） - 津村多恵 役[25]

### CM
- トヨタ自動車
  - 「カリーナ」（1981年 - 1988年、3代目・4代目）※ 千葉真一と共演
  - 「マスターエース」
  - 「ヴェルファイア」（2016年）※ 石田ゆり子・小雪・ブライス・ダラス・ハワードと共演
- 花王 「ドレッサー」（1978年 - 1979年）
- 明星食品 「チャルメラデラ」※ 若山富三郎と共演
- ハウス食品 「王風麺」（1985年）「東京のラーメン屋さん わっしょい」※ 柴俊夫と共演[26]
- 興和 「新キューピーコーワゴールド」
- 富士写真フイルム 「フジカラー」[9]
- 東芝 冷蔵庫
- LION
  - 「エチケットαライオン」（1981年2月 - 1983年9月） - 「お口のニオイ、嫌われるゾ」が、1981年の流行語となった。
  - 「エチケットライオン」（以降、3商品は1983年10月 - 1986年10月）
  - 「エチケットジェルライオン」
  - 「エチケットポンピーライオン」
  - 「リードクッキングペーパー」
- オリエントファイナンス
- 味の素 「烏龍香茶」※ 石黒賢と共演
- 宝酒造 「純」※ 佐藤浩市と共演
- 読売新聞 （2009年）※ 平泉成と共演
- ミツカン 「米酢」
- たかの友梨ビューティクリニック （1990年頃）
- 森永製菓
  - 「アーモンドボール」（1981年）※ とんねるずと共演
  - 和風チョコ「エスプリ・ド・京」（エスプリ・ド・パリ シリーズ）
  - スナックチョコ「バラエティー」（1983年）
  - 「スペシャルリザーブココア〈ミルクココア〉」（1985年）
- 江崎グリコ チーザ（2012年）
- アテント 「超うす型パンツ 下着爽快プラス」（2018年）
- ONODERA GROUP[27] ONODERA USER RUN[28]「介護の未来はOUR」（2022年1月 - ）[29]

### ビデオ
- すばらしきわが人生（1992年、シナノ企画）
- 北島三郎 芸能40周年記念 約束（2001年、監督：藤嘉行、日本クラウン）

## ディスコグラフィ

### シングル
| #           | 発売日          | A/B面       | タイトル          | 作詞         | 作曲         | 編曲        | 規格品番    |
| NAVレコード | NAVレコード     | NAVレコード | NAVレコード       | NAVレコード  | NAVレコード  | NAVレコード | NAVレコード |
| ----------- | --------------- | ----------- | ----------------- | ------------ | ------------ | ----------- | ----------- |
| 1           | 1977年 7月10日  | A面         | 北風よ            | 荒木一郎     | 荒木一郎     | 青木望      | N-17        |
| 1           | 1977年 7月10日  | B面         | 初恋の足音        | 荒木一郎     | 荒木一郎     | 青木望      | N-17        |
| 2           | 1977年 11月25日 | A面         | 裸の花嫁          | 中里綴       | 馬飼野康二   | 馬飼野康二  | N-23        |
| 2           | 1977年 11月25日 | B面         | 悲しみの街角      | 中里綴       | 馬飼野康二   | 馬飼野康二  | N-23        |
| 3           | 1980年 5月21日  | A面         | あゝ落ちるPART I  | なかにし礼   | 都倉俊一     | 田辺信一    | N-52        |
| 3           | 1980年 5月21日  | B面         | あゝ落ちるPART II | なかにし礼   | 都倉俊一     | 田辺信一    | N-52        |
| VAP         |                 |             |                   |              |              |             |             |
| 4           | 1983年 7月10日  | A面         | 心が……            | 榊原まさとし | 榊原まさとし | 大谷和夫    | 10094-07    |
| 4           | 1983年 7月10日  | B面         | さみしさ比べ      | 康珍化       | 芳野藤丸     | 大谷和夫    | 10094-07    |

## 著書

### 小説
- 水の音（1991年、飛鳥新社）
- ハチの顛末（1996年、ベネッセコーポレーション）
- 出てった女（2002年、マガジンハウス）

### エッセイ
- 仔猫の館（1982年、CBS・ソニー出版）
- わたし嫌い（1983年、ワニブックス）
- ええで 飲むさ 静岡茶（2003年、静岡新聞社） - 田中章義との共著
- 一途 辰吉丈一郎の生涯（2004年、集英社）
- ベスト・エッセイ2004 犬のため息（2004年、日本文芸家協会編、光村図書） ※岸本が『銀座百点』に執筆したエッセイを収録。